# Gilbert de Vény d'Arbouze
Gilbert de Vény d'Arbouze (né  le 15 janvier 1608 au château de Villemont et mort à Clermont-Ferrand le 12 avril 1682) est un ecclésiastique français qui fut évêque de Clermont de 1664 à sa mort.

## Biographie
Gilbert de Vény d'Arbouze issu d'une famille auvergnate est un parent de Michel de Marillac. Il est fils cadet et homonyme de Gilbert II de Vény d'Arbouze (1576-1630) capitaine d'une compagnie d'armes tué au siège de Saluces et de son épouse Madeleine de Bayard. Sa tante est la vénérable Marguerite d'Arbouze (1580-1626), dite Marguerite de Sainte-Gertrude, la première abbesse du Val-de-Grâce à Paris.
Chanoine-comte de Brioude mais également profès de l'ordre de Cluny, il devient le dernier abbé régulier de l'abbaye de Manglieu dans le diocèse de Clermont. En 1664, il est désigné comme évêque de Clermont, confirmé le 11 août par bulles pontificales et consacré en septembre par Hardouin de Péréfixe de Beaumont, l'archevêque de Paris dans l'église Notre-Dame du Val-de-Grâce. Dans son diocèse, il encourage la charité, établit les Filles du Refuge et est favorable aux Jésuites. Il meurt le 19 avril 1682 dans son manoir épiscopal de Beauregard-l'Évêque.